# Cyclocephala pilosicollis
Cyclocephala pilosicollis är en skalbaggsart som beskrevs av Saylor 1936. Cyclocephala pilosicollis ingår i släktet Cyclocephala och familjen Dynastidae. Inga underarter finns listade i Catalogue of Life.